# Всемирный день здоровья
Всемирный день здоровья (на других официальных языках ООН: англ. World Health Day, араб. يوم الصحة العالمي, ‎исп. Día Mundial de la Salud, кит. 世界卫生日, фр. Journée mondiale de la santé
) — день здоровья отмечается в мире ежегодно 7 апреля, начиная с 1950 года.

## История
В этот день в 1948 году вступил в силу устав Всемирной организации здравоохранения (ВОЗ).
Идея Всемирного дня здоровья была выдвинута уже на первой сессии Всемирной ассамблеи здравоохранения в 1948 году. Но в 1948 году этот Всемирный день отмечался 22 июля, в день ратификации Устава ВОЗ.
ВОЗ посвящает каждый ежегодный Всемирный день здоровья каким-либо темам и проводит различные пропагандистские мероприятия, как в этот день, так и длительное время после 7 апреля. В частности, им уделяют внимание Генеральный секретарь ООН и Генеральный директор ВОЗ в своих ежегодных посланиях, посвящённых этому дню.

## Тема дня
- 2025 год — «Здоровое начало жизни – залог благополучного будущего»
- 2024 год — «Мое здоровье — мое право»
- 2023 год — «Здоровье для всех»
- 2022 год — «Наша планета, наше здоровье»
- 2021 год — «Построим более справедливый, более здоровый мир»
- 2020 год — «Поддержим работников сестринских и акушерских служб!»[1]
- 2019 год — «Всеобщий охват услугами здравоохранения»
- 2018 год — «Здоровье для всех»
- 2017 год — «Депрессия: давай поговорим»
- 2016 год — «Победим диабет!»
- 2015 год — «Безопасность пищевых продуктов»
- 2014 год — «Маленький укус — источник большой опасности»[2]
- 2013 год — «Высокое артериальное давление»
- 2012 год — «Хорошее здоровье прибавляет жизни к годам»
- 2011 год — «Устойчивость к противомикробным препаратам и её глобальное распространение»
- 2010 год — «Урбанизация и здоровье»
- 2009 год — «Спасём жизни. Обеспечим безопасность больниц в чрезвычайных ситуациях»
- 2008 год — «Защитим здоровье от изменений климата»
- 2007 год — «Международная безопасность в области здравоохранения»
- 2006 год — «Работа на благо здоровья — наше общее дело»
- 2005 год — «Не оставим без внимания ни одну мать, ни одного ребёнка»
- 2004 год — «Безопасность на дорогах»
- 2003 год — «Формирование будущего»
- 2002 год — «Движение — это здоровье»
- 2001 год — «Психическое здоровье: Откажитесь от изоляции, окажите помощь»
- 2000 год — «Безопасная кровь начинается с меня»
- 1999 год — «Активное долголетие меняет жизнь»
- 1998 год — «Безопасное материнство»
- 1997 год — «Новые инфекционные болезни»
- 1996 год — «Здоровые города для лучшей жизни»
- 1995 год — «Глобальное искоренение полиомиелита»

## В филателии

Почтовые марки СССР, 1963 год
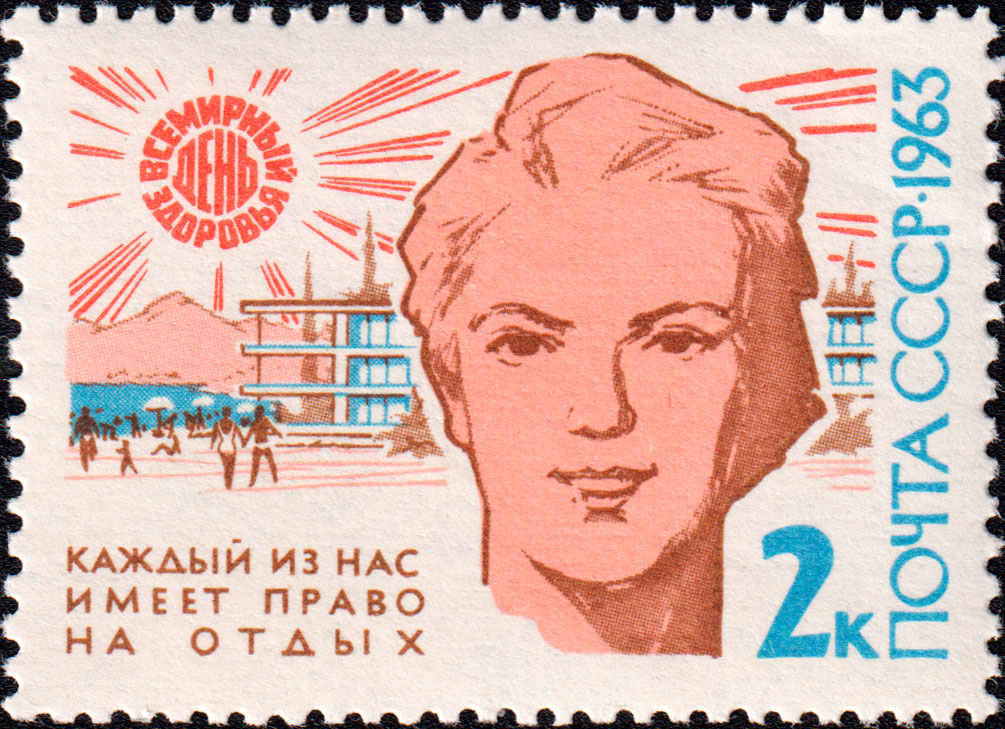
Право на отдых
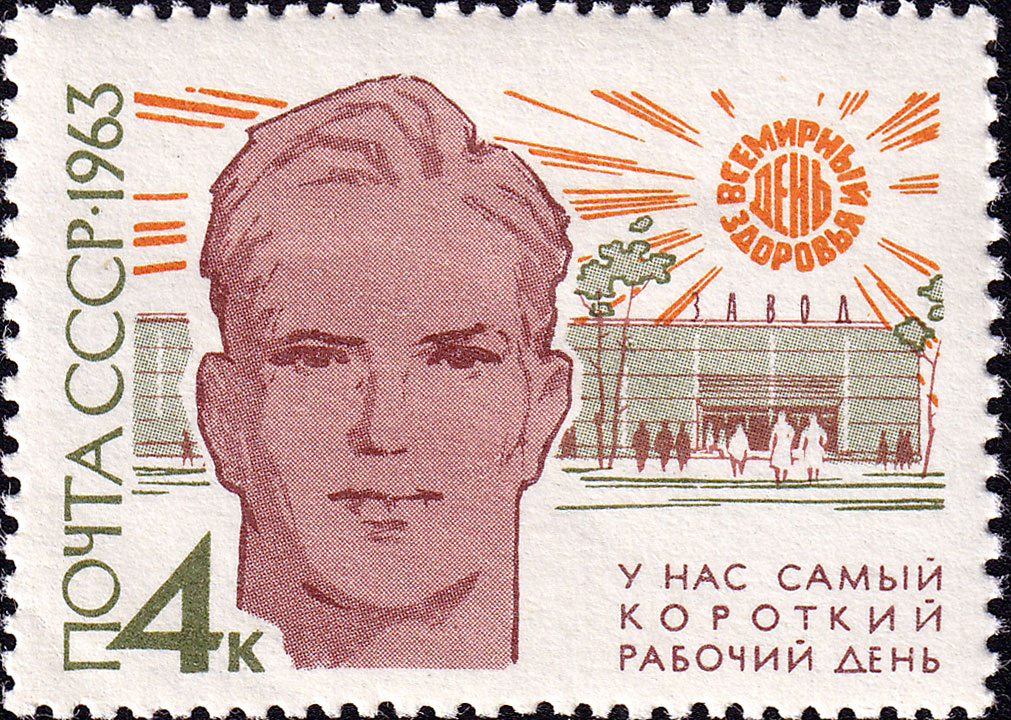
Короткий рабочий день
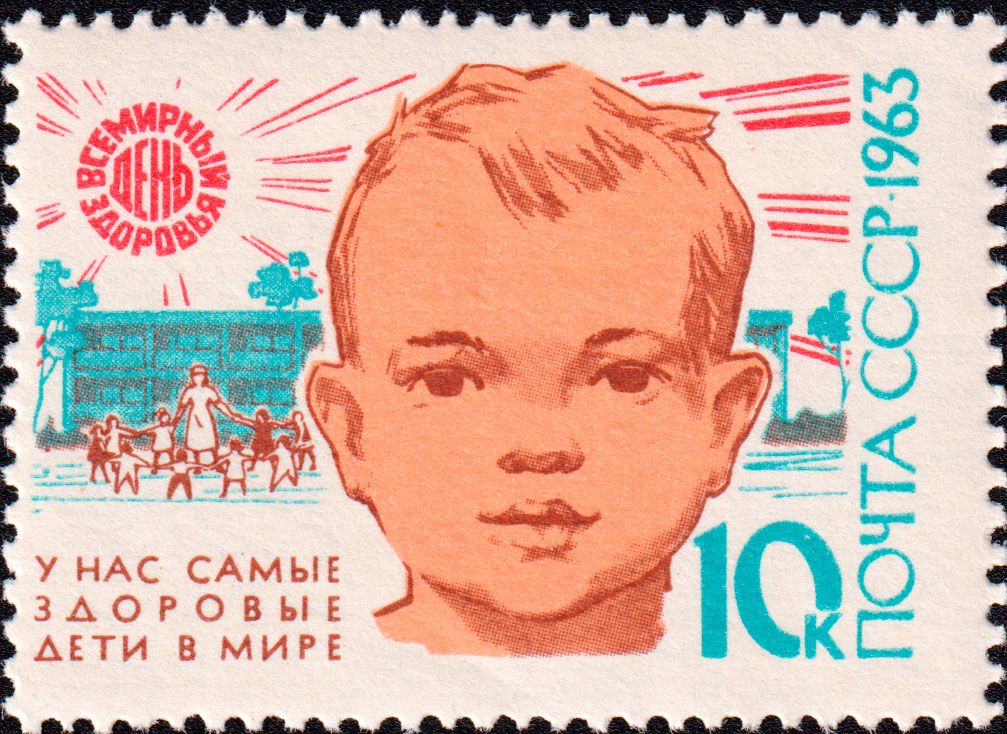
Здоровые дети.